# St. Jakobus (Ortrand)

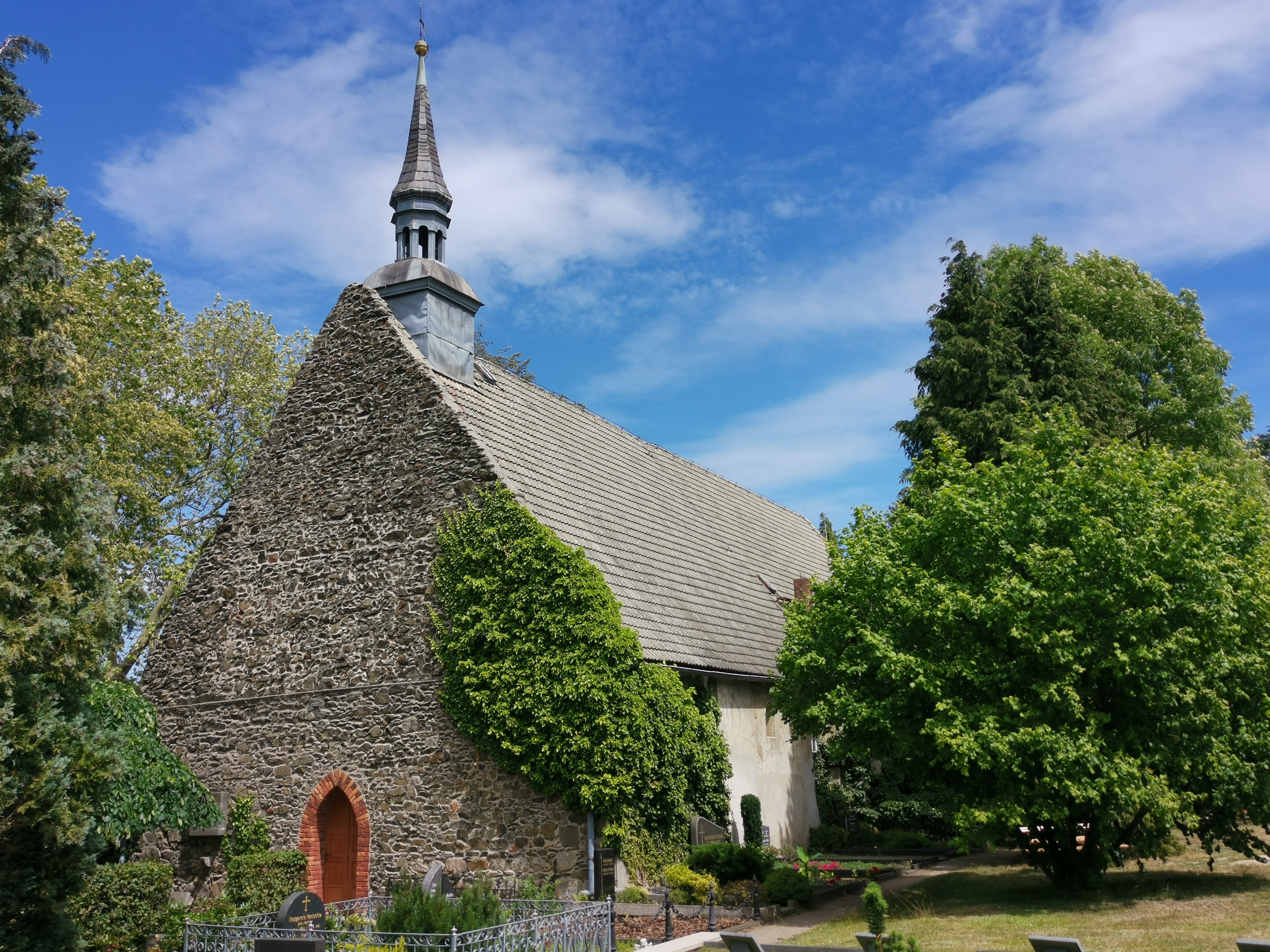
St.-Jakobus-Kirche auf dem Friedhof

St. Jakobus ist eine denkmalgeschützte Kirche in der südbrandenburgischen Stadt Ortrand im Landkreis Oberspreewald-Lausitz. Die dem Apostel Jakobus dem Älteren gewidmete Kirche ist das älteste Gebäude der Stadt und steht auf einem Friedhof. Heute wird sie von der römisch-katholischen Gemeinde genutzt und bildet mit Christus König in Lauchhammer und Mater Dolorosa in Elsterwerda die Pfarrgemeinde St. Hedwig in der Pastoralregion Elbe-Elster des Bistums Magdeburg. Im Verzeichnis der Denkmale in Brandenburg ist sie unter Nr. 09120205 als „Friedhofskapelle“ eingetragen.

## Geschichte
Die ehemalige Pfarrkirche lag auf einem Hügel vor der Stadt und blieb damit vor den großen Stadtbränden in Ortrand verschont. Sie wurde im 13. Jahrhundert erbaut und war eine Wegstation auf dem Jakobsweg, dem Pilgerweg zum Grab des Kirchenpatrons Jakobus der Ältere in Santiago de Compostela.
Ihre erste urkundliche Erwähnung stammt aus dem Jahr 1432, als Markgraf Friedrich von Meißen den Bürgern und der Stadt Ortrand einen neuen Altar als Ersatz für den in den Hussitenkriegen zerstörten stiftete. Der Glockenturm stand ursprünglich vor der Kirche zum Friedhofseingang hin an der Forstgartenstraße. Infolge der Reformation, die nach dem Tod des Herzogs Georg des Bärtigen 1540 in Ortrand eingeführt wurde, wurde die Kirche zunächst evangelische Pfarrkirche und diente dann seit Ende des 16. Jahrhunderts als Begräbniskirche. Nach dem Jahr 1555 wurde auf dem Westgiebel ein Dachreiter aufgesetzt, der 1771 in verkleinerter Form mit einer Wetterfahne bei einer Reparatur erneuert wurde. Die Fenster wurden in der Adventszeit 1597 erneuert.
Durch die Flucht und Vertreibung Deutscher aus Mittel- und Osteuropa nach dem Zweiten Weltkrieg zogen vom Frühjahr 1945 an wieder viele Katholiken nach Ortrand. Daher wurde am 19. Oktober 1946 Vikar Heinrich Schmidt zum außerplanmäßigen Vikar von Bockwitz mit Dienstsitz in Ortrand ernannt. Er nahm seine Wohnung in Ortrand, womit in Ortrand eine katholische Gemeinde gegründet wurde, und zelebrierte die Gottesdienste in der St.-Jakobus-Kirche.
1947 pachtete die katholische Gemeinde, die am 1. November 1947 zur Kuratie erhoben wurde, die St.-Jakobus-Kirche. 1949 erwarb Kuratus Schmidt das Haus Bahnhofstraße 30, das heute noch das katholische Gemeindehaus in Ortrand ist.
Zum 1. Juli 2007 wurde im damaligen Dekanat Torgau der Gemeindeverbund Lauchhammer – Elsterwerda – Hohenleipisch – Ortrand errichtet, der am 28. November 2010, dem 1. Sonntag im Advent, zur heutigen Pfarrei St. Hedwig Lauchhammer zusammengeschlossen wurde. Die  St.-Matthias-Kirche in Hohenleipisch wurde 2017 profaniert, die St.-Jakobus-Kirche in Ortrand wird mittlerweile jedoch nur noch an Hochfesten und zu besonderen Anlässen für Gottesdienste genutzt. Die wöchentlichen Gottesdienste finden meist als Vorabendmesse am Samstag im Gemeindehaus in der Bahnhofstraße statt. Genauere Informationen dazu finden sich auf dem Gottesdienstplan der Pfarrgemeinde St. Hedwig.

## Baubeschreibung und Innenausstattung

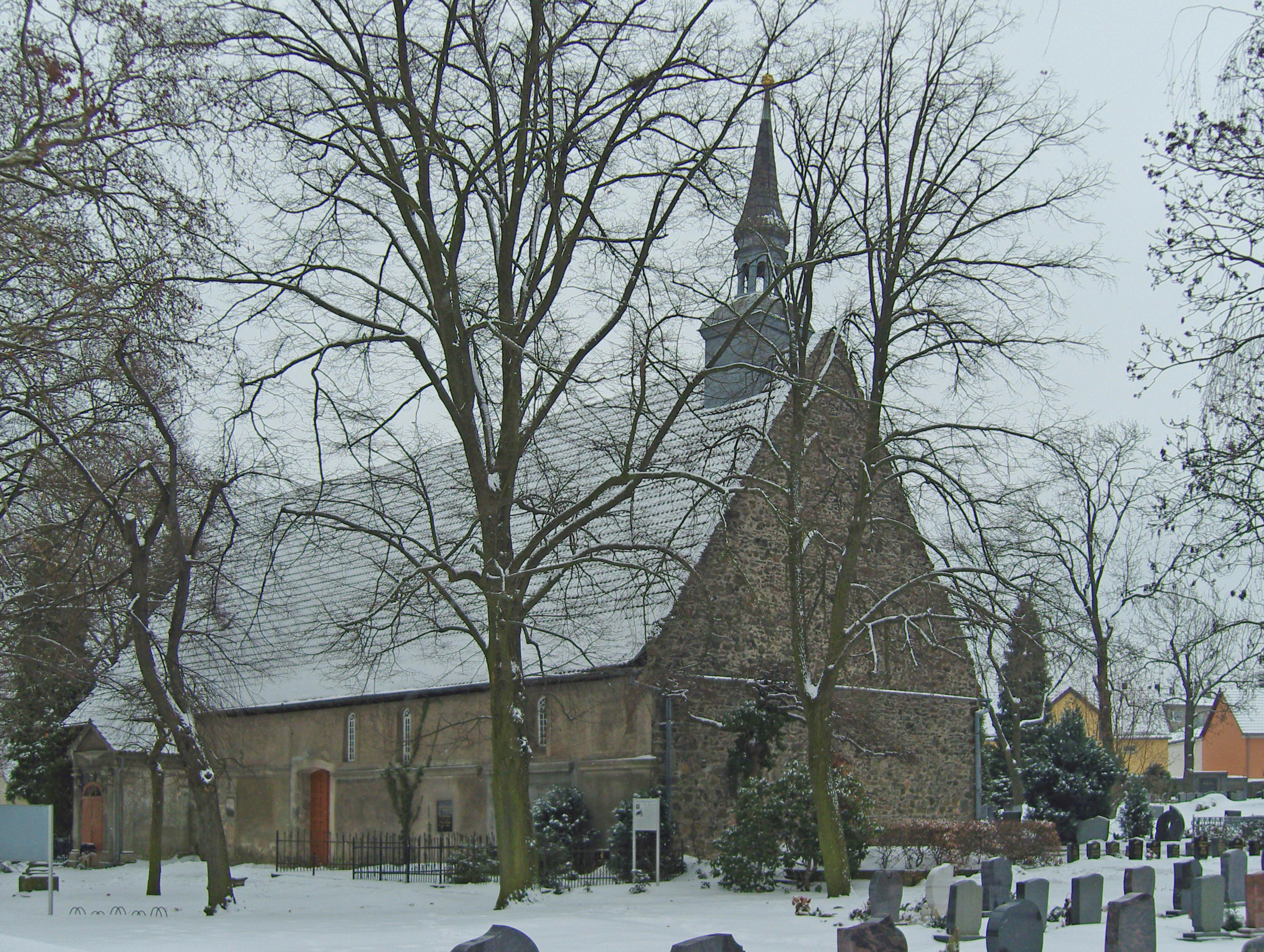
St.-Jakobus-Kirche von Nordwesten

Die geostete Kirche ist eine romanische Saalkirche mit flachbogigen Fenstern. Der Chor ist an den Ecken abgeschrägt und innen mit drei Rundbogennischen ausgestattet. In der kleineren ist der Tabernakel aufgestellt. Der Westgiebel mit einer gotischen Pforte ist aus Bruchsteinen gemauert. Hier sind Näpfchen über dem Erdboden in die Mauer eingelassen, deren Bedeutung nicht geklärt ist. Hinter dieser Pforte befand sich ein Verschlag, in den städtische Gefangene geführt wurden, um am Gottesdienst teilzunehmen. Die hierfür vorgesehenen Durchblicke sind erhalten. An der Nordseite der Kirche befindet sich eine Gruftkapelle, die 1836 erbaut wurde. Sie wird seit 1902 als Leichenhalle genutzt. An den Ecken ist sie durch Wandstreifen, die pfeilerartig hervortreten, mit Basis und Kapitell verziert. Der Südeingang ist zugemauert, hier steht der Grabstein für Christian Heinrich Schreyer (1751–1823). Schreyer war Pfarrer und Heimatforscher in Ortrand.
Der gotische Flügelaltar stammt aus dem Jahr 1432. Im Inneren befinden sich ein Epitaph aus dem Jahr 1543 für Heinrich und Margarete von Lüttichau sowie eine Gruftplatte für den ehemaligen Bürgermeister Andreas Petermann mit einem Eisenring. Die Platte trägt die Inschrift HAS URNAS SIBJ ET SUIS JN JESU REQUIESCENTIBUS EXSTRUXIT ANDREAS PETERMANUS (‚Diese Grabstätte hat Andreas Petermann für sich und die Seinen, die in Jesus ihre ruhen, erbaut‘).
Von 1956 an verfügte die Kirche über ein Orgelpositiv mit vier Registern auf einem Manual, das von Jehmlich Orgelbau Dresden als Opus 723 erbaut worden war. 2018 wurde das Instrument verkauft und in die Viktoria-Kapelle in Schwarzheide umgesetzt.